# Munthouder
Een munthouder (Engels: coin holder, Duits: Münzfolder) is een hulpmiddel om muntgeld of penningen te bewaren.
Een typische munthouder voor een enkele munt is een vierkant kartonnetje met centraal rond, of in zeldzame gevallen vierkant, gat, bekleed met doorzichtige kunststof. De houder wordt dubbelgevouwen om de munt en geplakt of vastgeniet waardoor de munt aan beide zijden zichtbaar blijft.
Er bestaan ook varianten op deze munthouders die van gekleurd plastic zijn gemaakt, en als alternatief voor de munthouder bestaan er ook muntcapsules: ronde houders van harde doorzichtige kunststof waarvan de delen op elkaar geschroefd worden.
In de horeca en taxi's gebruikt men dan weer vaak munthouders die aan de riem dan wel in de wagen kunnen bevestigd worden, of gewoon ergens opgesteld of in een portefeuille zijn verwerkt. Deze dienen om munten op basis van hun waarde apart te bewaren. Hierdoor is het makkelijker om kleingeld gepast terug te geven. Doorgaans bestaan deze munthouders, voor de euro munt, uit acht cilinders met een diameter die overeenkomt met die van een van de 8 euromunten, met daarin een veersysteem om te zorgen dat de munten altijd makkelijk bereikbaar zijn.